# Faouzi Chadouli
 (février 2019).
Faouzi Chadouli est un footballeur algérien né le 3 janvier 1982 à Chlef. Il évoluait au poste de milieu de terrain.

## Biographie
Il évolue en Division 1 avec les clubs de l'ASO Chlef, de l'OMR El Anasser, et de l'USM Blida.

## Palmarès
- Vainqueur de la coupe d'Algérie en 2005 avec l'ASO Chlef.